# Chambre des opérations du Sud
La Chambre des opérations du Sud (arabe : غرفة العمليات الجنوبية) est une coalition de groupes rebelles syriens formée le 6 décembre 2024, lors de l'offensive rebelle de 2024 en Syrie, qui aboutit à la chute du régime Assad.

## Fondation
La Chambre des opérations du Sud annonce sa formation le 6 décembre 2024. Dans son premier communiqué, elle appelle la communauté internationale à soutenir les aspirations du peuple syrien à la liberté. Elle déclare que son objectif est de parvenir à une Syrie unifiée et juste, de préserver les institutions de l'État et de favoriser la coopération entre les communautés syriennes. 
Le groupe est principalement constitué d'anciens rebelles du Front du Sud de l'Armée syrienne libre ayant fait leur soumission au régime de Bachar el-Assad après l'offensive de Deraa en 2018,. Plusieurs d'entre-deux avaient pris part au processus de réconciliation lancé en 2018 par la Russie et avaient été intégrés aux 4e et 5e corps (en) des Forces armées arabes syriennes. Les ex-rebelles avaient alors été autorisés à conserver leurs armes légères contre le retours des institutions de l'État baasiste. Cet accord est rompu fin novembre 2024, au moment de l'offensive lancée dans le nord de la Syrie par Hayat Tahrir al-Cham, où les ex-rebelles du sud saisissent l'opportunité de reprendre les armes contre le régime d'Assad. 
Ahmed al-Awda, ancien commandant du groupe rebelle Jeunesse sunnite et du 5e corps dans la gouvernorat de Deraa, prend la direction de la Chambre des opérations du Sud.

## Opérations
Le jour même de l'annonce de la formation de la Chambre des opérations du Sud, l'armée du régime abandonne les gouvernorats de Deraa, Soueïda et Qouneitra, qui passent aux mains de l'opposition. La Chambre des opérations du Sud poursuit alors son offensive sur la capitale et mène la prise de Damas le 8 décembre. Elle s'allie à des groupes locaux affiliés à Hayat Tahrir al-Cham, mais ceux-ci sont présents en bien moins grand nombre que dans le nord de la Syrie,,. Après la chute du régime Assad, la Chambre des opérations du Sud contrôle la majeure partie du sud de la Syrie.